# E015
E015 eller Europaväg 015 är en 280 km lång europaväg som går mellan Taskesken och Bachty i östra Kazakstan. Bachty ligger vid gränsen till Kina. Denna väg har inget samband med europavägen E15 (i Storbritannien, Frankrike och Spanien) trots sina likheter i vägnumret.

## Sträckning
- Taskesken - Bachty

Vägen är landsväg och heter A356 i det nationella nätet.

## Anslutningar till andra europavägar
- E40 vid Taskesken

## Historia
Europavägnumret infördes cirka år 2000 på denna sträcka.